# Pascual de Andagoya
Pascual de Andagoya (Andagoya, 1495-Cuzco, 18 de septiembre de 1548) fue un militar, explorador, descubridor español que participó en las conquistas de lo que hoy son las repúblicas de Panamá, Colombia y Perú, y que fuera nombrado adelantado y gobernador del San Juan.

## Biografía
Pascual de Andagoya había nacido en el año 1495 en la aldea de Andagoya, ubicada en el valle de Cuartango que desde 1468 había pasado a ser de la Hermandad de Álava, que a su vez formaba parte de Corona castellana.
Habitualmente en la época partió muy joven, con 19 años, como expedicionario al Nuevo Mundo el 11 de abril de 1514, bajo el mando del general Pedro Arias de Ávila, con quien llegó. El convoy lo formaba un ejército de 2000 hombres y 22 naos con el objetivo de colonizar América Central.

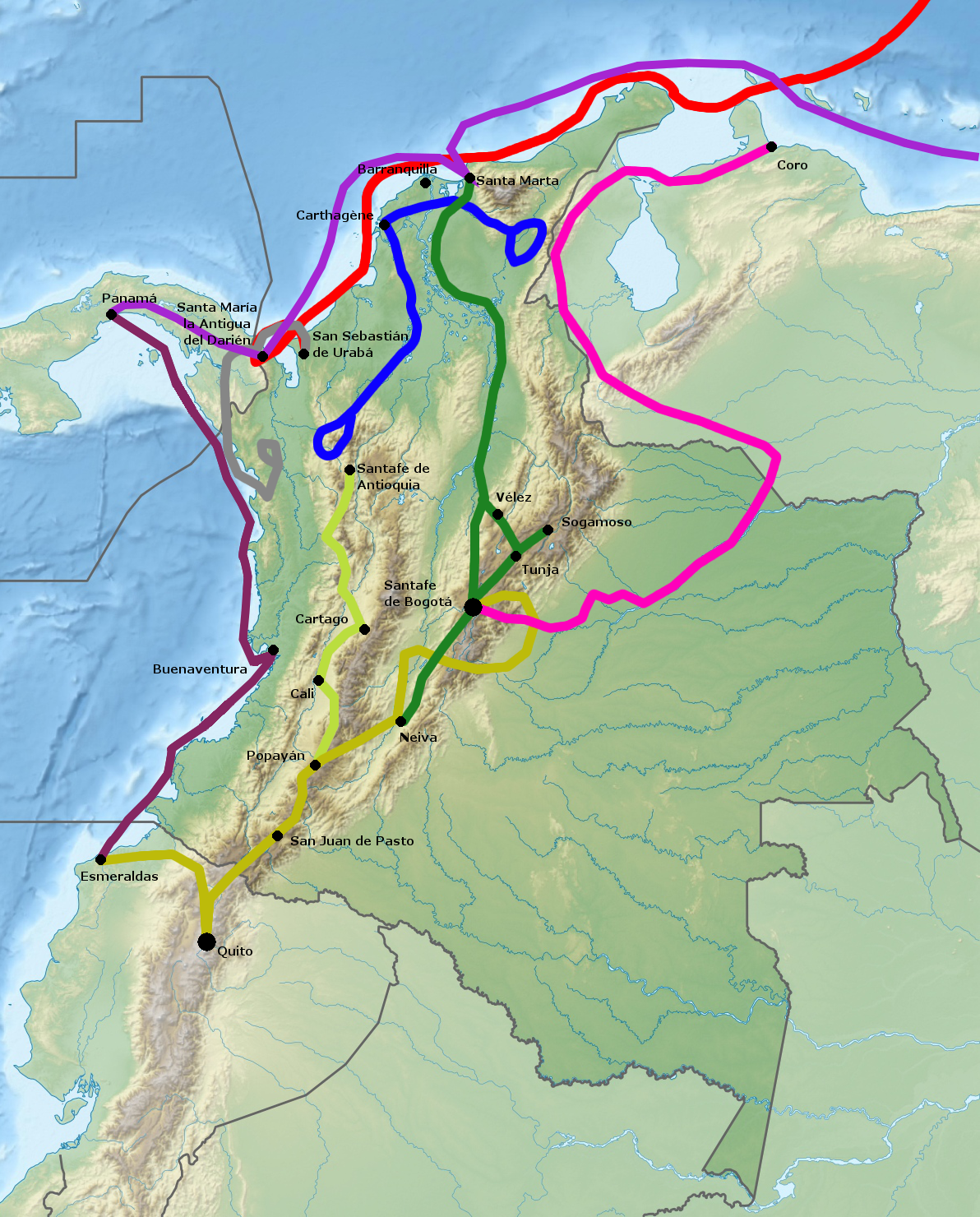
Ruta de los conquistadores:
Alonso de Ojeda (1499-1501)
Vasco Núñez de Balboa (1513)
Pedro Arias Dávila (1513-1519)
Pascual de Andagoya, Diego de Almagro y Francisco Pizarro (1515-1529)
Pedro de Heredia y sus lugartenientes (1532-1538)
Sebastián de Belalcázar (1533-1539)
Lugartenientes de Sebastián de Belalcázar (1533-1539)
Gonzalo Jiménez de Quesada (1536-1538)
Nicolás Federmann (1537-1539)

Andagoya, quien atravesó por primera vez el mar océano acompañando a Pedrarias Dávila, vivió como encomendero en la ciudad llamada Santa María de la Antigua de Darién. Participó en varias expediciones de conquista capitaneadas por Balboa y Pedrarias, y en agosto de 1519 tomó parte en la fundación de la Ciudad de Panamá -situada más al este de la actual Panamá-, desempeñando el cargo de regidor de dicha ciudad.
En 1522, Andagoya fue nombrado por el gobernador Pedrarias responsable de hacer la visita de los indios que vivían en la provincia de Castilla de Oro, y emprendió la expedición hacia el sur -en los documentos de la época las partes situadas hacia el sur de Panamá fueron descritas como el Levante-.  El recorrido dio comienzo en Panamá y tomó dirección Sur por el litoral colombiano, hasta el río San Juan, donde se autoproclamó gobernador nominal.
Cuando estaba en la provincia de Chochama, se enteró de que los naturales no querían salir a pescar en la luna llena por temor a los indios belicosos que vendrían a atacarles desde el sur y de que éstos eran la gente que vivía en la tierra llamada Birú, situada más al sur del Cabo de Garachine. Andagoya, a petición de los naturales de Chochama, que le pidieron protección contra la invasión de los indios de Birú, y con mucha ansiedad de explorar las tierras todavía no descubiertas que se extendían hacia adelante, determinó solicitar al gobernador de Panamá el envío de socorros.
Llegados los socorros, Andagoya marchó con su gente y los indios de Chochama durante seis o siete días a lo largo de la costa, hacia la tierra llamada Birú. Después, ellos remontaron el río grande por veinte leguas, y allí se enfrentaron con muchos señores e indios, y los conquistaron, Fue entonces cuando llegó a su conocimiento la existencia del Imperio inca, en un territorio lejano denominado Birú o Pirú. Andagoya bajó unas cincuenta leguas hacia el sur con el rey de Birú, dirigiendo dos naves pequeñas y unas canoas, y llegó hasta el río San Juan. Sin embargo, la canoa en que iba Andagoya volcó en medio de fuertes vientos fríos, y el capitán fue arrojado al mar. Aunque Andagoya fue salvado medio ahogado, al empeorar su salud, volvió a Panamá y se vio obligado a abandonar la empresa, terminando la expedición en un estrepitoso fracaso. Dio a conocer sus descubrimientos, en particular la existencia de un territorio con enormes riquezas en oro y plata, el Perú. 
Pedrarias, que escuchó de aquél muchas informaciones interesantes, les otorgó el permiso del viaje hacia el sur en 1524, a Francisco Pizarro y otros dos colonos, el militar Diego de Almagro y el religioso Hernando de Luque, quienes se asociaron para conquistarlo. Se repartieron las responsabilidades de la expedición: Pizarro la comandaría, Almagro se encargaría del abastecimiento militar y los alimentos, y Luque estaría al cargo de las finanzas y de la provisión de ayuda.

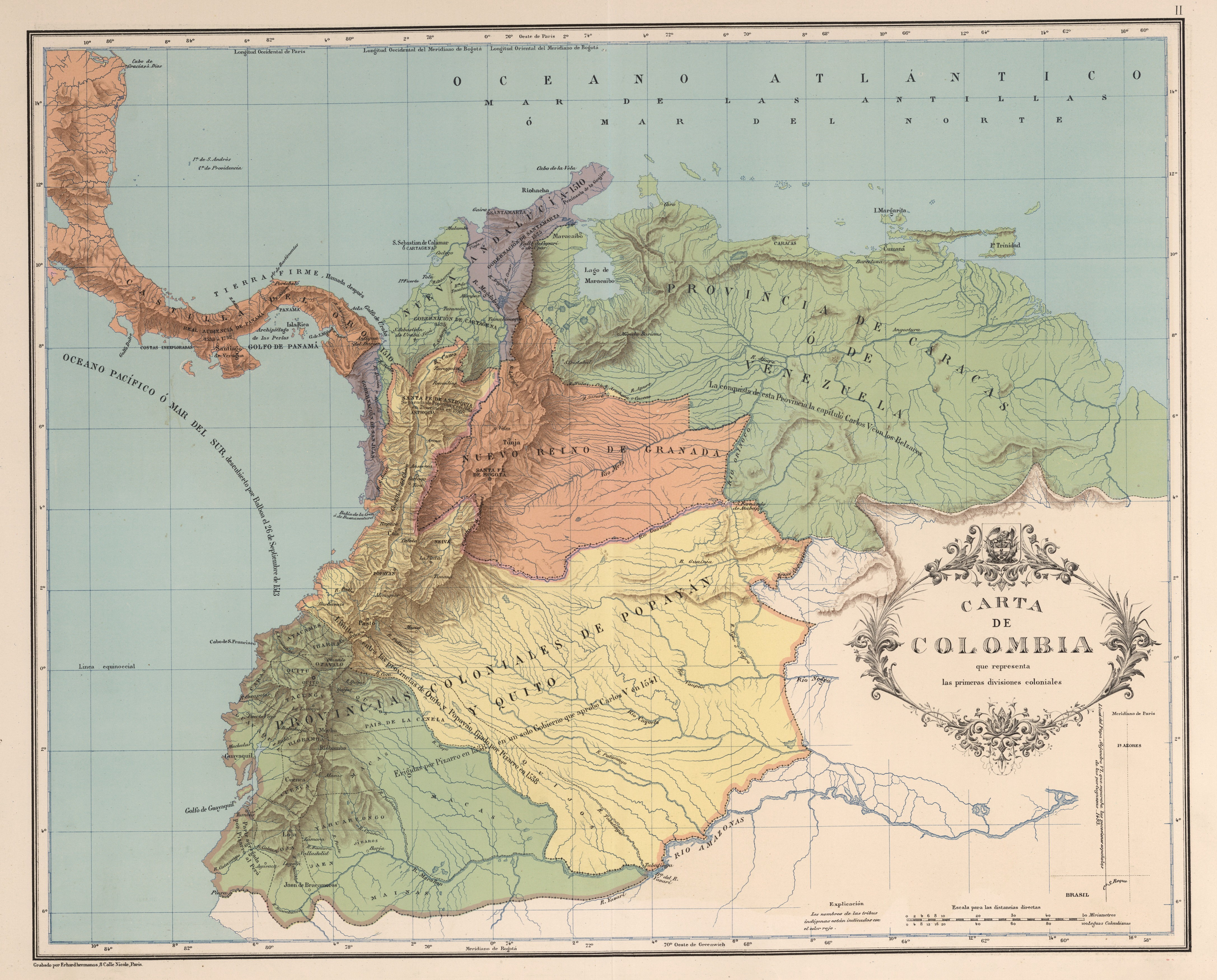
Mapa de la primigenia región nominal del Reino de Tierra Firme mostrando la provincia del Río de San Juan (desde 1539), la de Popayán y otras gobernaciones.

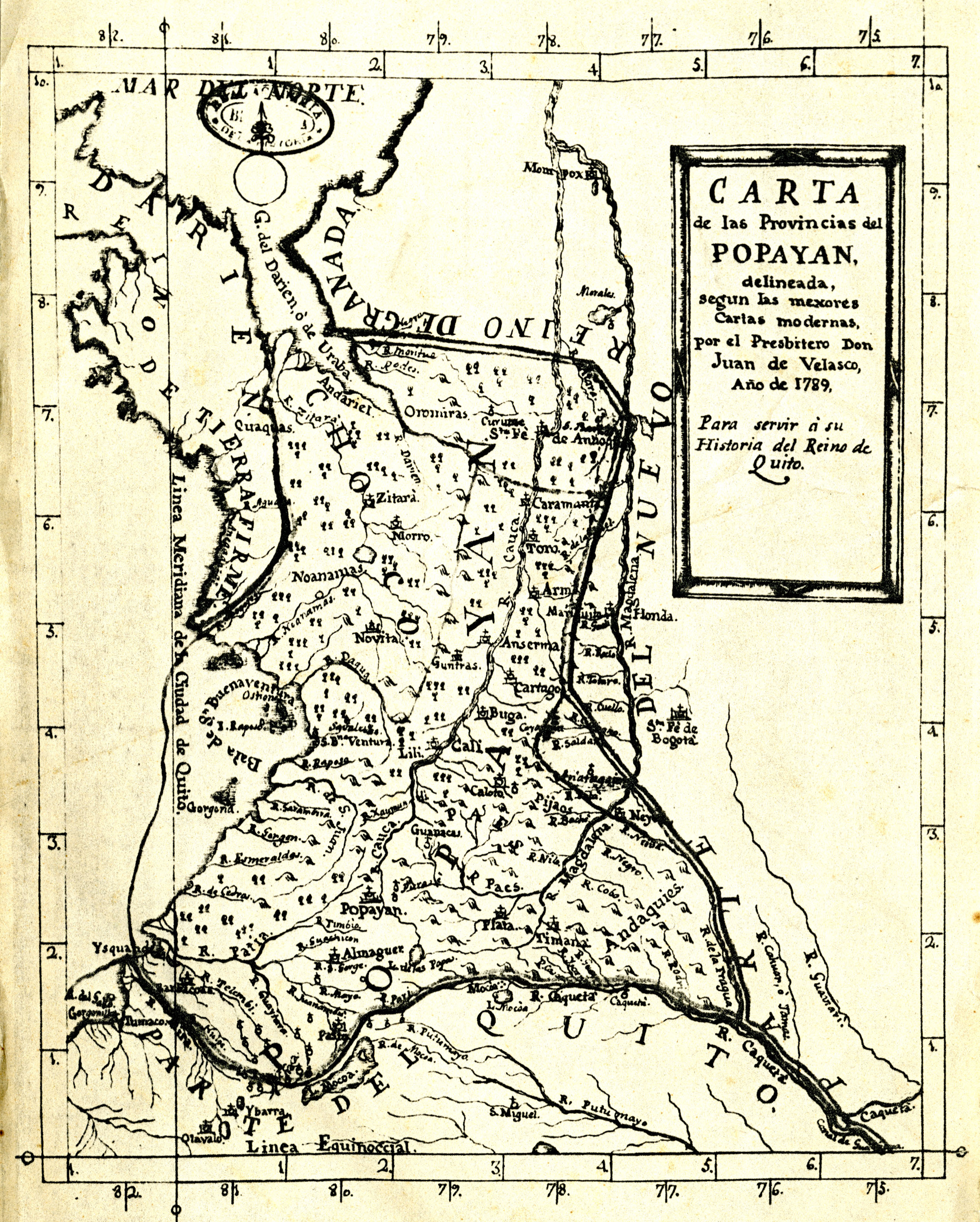
Parte sudamericana de la gobernación de Tierra Firme que se separó en 1539 para formar a la incipiente gobernación de Río San Juan, del adelantado Pascual de Andagoya, quien anexó en 1540 la provincia de Popayán y conquistó en 1541 el territorio de Antioquia (por Juan de Velasco, en 1789.

Existen noticias de un cuarto asociado, el licenciado Espinosa, que no quiso figurar oficialmente y que habría sido el financiador principal de las expediciones hacia el Perú.
Andagoya fue recompensado en 1539 por Carlos I con el cargo de visitador de indios, que aplicó con riguroso celo y además con el título de adelantado del San Juan. 
En 1540 llegó con su esposa Mayor Mejía (f. Buenaventura, 1541) y su hijo Juan de Andagoya, quien fuera nombrado su teniente de gobernador, y se hizo proclamar también gobernador de Popayán.
El gobernador Andagoya mandó al capitán Jorge Robledo a conquistar y poblar nuevos territorios, y en noviembre de 1541 fundaba para la gobernación de San Juan una nueva ciudad llamada Antioquia, ubicada en el valle de Ebéjico (al sur de la actual población de Peque). Pero al viajar hacia el mar Caribe para embarcar hacia España, fue apresado en Cartagena de Indias por su gobernador Pedro de Heredia, ya que aquella ciudad fuera fundada en un territorio considerado dentro de su jurisdicción.
A principios de 1542 el capitán Sebastián de Belalcázar, nuevo adelantado y gobernador legítimo de Popayán, lo derrocó de su cargo y lo apresó pero ratificó la nueva urbe, aunque dentro de la jurisdicción de su provincia, mandando al capitán Juan Cabrera que la trasladó —cerca de la actual Frontino— el jueves 7 de septiembre del mismo año.
El adelantado Belalcázar nombró como teniente de gobernador de Antioquia a Gaspar de Rodas, el 7 de octubre de 1546. Este último trasladó la ciudad de Antioquia en 1550 al lugar de la villa de Santa Fe, fusionándolas con el nombre de Santa Fe de Antioquia.
Pascual de Andagoya fallecería en Cuzco, Virreinato del Perú, el 18 de septiembre de 1548.

## Obras
- Andagoya, Pascual de, NARRATIVE OF THE PROCEEDINGS OF PEDRARIAS DAVILA IN THE PROVINCES OF TIERRA FIRME OF CASTILLA DEL ORO (eng) — 1540 : autor de Carta del Adelantado Pascual de Andagoya dirigida al Emperador Carlos V [...]1540. Por Hermann Trimborn, Hamburg, 1954.